# Микрофутзал

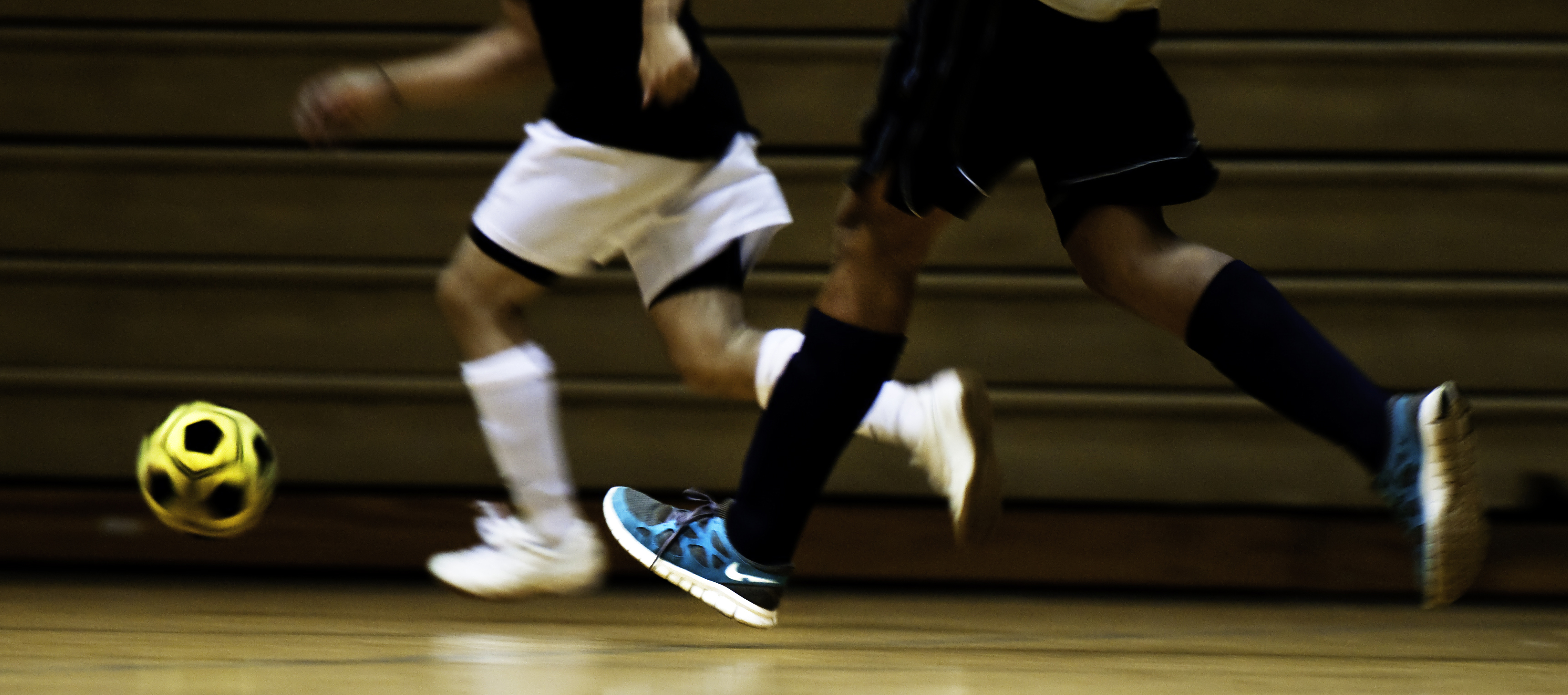
Игроки в футбол в зале

Микрофутзал — командный вид спорта, разновидность футбола.
В микрофутзал играют команды по три человека, без вратарей. В заявке каждой из команд 8 человек. Ворота маленькие (80 на 70 см), и содержат дополнительную перекладину снизу. Размер площадки — 15 на 25 метров. Ауты вводятся руками, как в футболе в залах.В микрофутзале существуют красная и жёлтая карточки. Получивший синюю карточку игрок удаляется с правом замены. При нарушении правил в зоне возле ворот назначается девятиметровый штрафной удар. В случае ничейного результата команды бьют пенальти до первого промаха.
Точная дата появления микрофутзала неизвестна, однако работа по объединению игроков из разных стран и систематизации правил игры начата в 2011 году. Первые международные клубные турниры стал проводить Европейский союз футзала, который занимается организацией турниров по футболу в залах, также известному как футзал AMF (не путать с более популярным футзалом FIFA, мини-футболом). Победителем первой Лиги Европы по микрофутзалу среди клубных команд стал испанский коллектив «Excavaciones Gambines».
В 2012 году в испанском городе Льорет-де-Мар прошёл первый чемпионат мира по микрофутзалу среди национальных сборных. Чемпионом стала сборная России, в составе которой выделялись Игорь Каминский и Андрей Георгиевский. В дальнейшем в Льорет-де-Мар состоялось ещё два розыгрыша: в 2014 и 2016 годах. Действующим чемпионом мира остаётся сборная России.
Национальные чемпионаты по микрофутзалу проходят в ряде стран, включая Россию и Белоруссию. В России проводятся Чемпионат и Кубок России по микрофутзалу среди мужчин и Чемпионат и Кубок России по микрофутзалу среди женщин